# Лудост (филм, 2015)
„Лудост“ (на турски: Abluka) е игрален филм от 2015 г. на режисьора Емин Алпер. Копродукция е между Турция, Франция и Катар.
Премиерата на филма е по време на 72-рия филмов фестивал във Венеция на 8 септември 2015 г. В Турция премиерата се състои на 6 ноември 2015 г.
През 2015 г. на филмовия фестивал във Венеция получава Специалната награда на журито, награда „Arca CinemaGiovani“ за най-добър филм и Bisato d’Oro за най-добър режисьор.